# Raymond Kanelba
Raymond Kanelba (né Rajmund Kanelbaum à Varsovie en 1897 et mort à Londres en 1960) est un peintre polonais.
Kanelba entre à l'Académie des Beaux-Arts de Varsovie en 1918. Il suit les cours de Stanislas Lentz. Après un séjour à Vienne, il arrive à Paris en 1926. Il se rend fréquemment à Pont-Aven. Sa première exposition importante a lieu à Paris, galerie Zborowski, en 1928. Sa peinture donne à la fois une impression de netteté et de flou due à l'imprécision des contours. Kanelba abandonne peu à peu le monochrome de bleu et de rose de ses débuts pour adopter une gamme de couleurs plus contrastées. Dans les années 1930, Kanelba visite Londres et les États-Unis puis rentre en Pologne en 1933. De 1939 à 1948, Raymond Kanelba voyage entre Paris, New York et Londres.